# Emilijan (rimski cesar)
Mark Emilij Emilijan (latinsko Marcvs Aemilivs Aemilianvs) je bil rimski cesar, ki je vladal tri mesece leta 253, * okoli 210, Afrika, † september 253.
Bil je poveljnik rimske vojske v Meziji in dosegel pomembno zmago proti Gotom.  Po zmagi ga je za zasluge njegova vojska proglasila za rimskega cesarja. Iz Mezije se je hitro odpravil proti Italiji, kjer je v bitki pri Interramna Naharsu (sedanji Terni) porazil svoja nasprotnika Trebonijana Gala in Voluzijana. Po njuni smrti se je za cesarja proglasil general Valerijan in z veliko vojsko krenil proti Emilijanu. Emilijana so v strahu pred bitko s premočno Valerijanovo vojsko ubili njegovi vojaki.

## Poreklo
Rojen je bil v rimski provinci Afriki. Po podatkih v Epitome de Caesaribus (Kratek opis cesarjev), napisanem v 4. stoletju, je bil Maver, rojen okoli leta 207  v Girbi (sedanja Djerba) ob obali Tunizije. Ivan Zonara, zgodovinar iz 12. stoletja, ga ima za Libijca, torej iz zahodnega Egipta ali vzhodne Libije, in ne za Mavra. Druga kronika iz 13. stoletja trdi, da je bil ob smrti leta 253 star štirideset let.
Njegove prednike opisujeta dve, obe pretirani različici. Evtropij in njegov prevajalec Paenij verjetno klevetata neuspešnega uzurpatorja, ko trdita,  da je bil iz nepomembne družine, medtem ko se  Ivan Antioški verjetno sklicuje na Emilijanovo propagando, ko pravi, da je uzurpator uporabil svoje prednike za prevzem oblasti. Emilijan je bil poročen s Kornelijo Supero, ki je bila afriškega porekla. Kdaj sta se poročila, ni znano. Ker sta bila oba iz istega kraja, sta se poročila morda še preden je Emiljian zapustil Afriko.

## Vojaška kariera
Med vladanjem Trebonijana Gala in njegovega sina Voluzijana (251-253) je bil Emilijan poslan na Balkan za poveljnika tamkajšnje vojske. Njegova primarna odgovornost je bila zagotoviti mir na meji na Donavi, preko katere so pogosto vdiirali Goti pod poveljstvom kralja Knive.
Trebonijan Gal je prišel na prestol po smrti cesarja Decija, ki je padel v bitki z Goti pri Abritu leta 251. V Rimu je zatem izbruhnila epidemija kuge in ga opustošila. Trebonijan v vojski ni bil priljubljen, predvsem zaradi ponižujočega sporazuma z Goti, sklenjenega leta 251, in sporazuma s perzijskim šahom Šapurjem I., ki je napadel Sirijo.  Po pisanju Ivana Antioškega je Emilijan po imenovanju za poveljnika vojske začel kovati zaroto proti cesarju. Bil je tudi nasprotnik rimskega senata. Emilijanove uporniške načrte potrjujeta tudi Hieronim in Jordan.

## Vzpon
Leta 253, Hnivovi Goti trdili, da niso prejeli letnega davka, dogovorjenega s sporazumom leta iz 251. Vdrli so čez mejo in napadli Kapadokijo, Pesinunt in Efez. Sodobni zgodovinarji so prepričani, da plačilo davka ni izostalo zaradi spremembe rimske politike. Rimljani so bolj verjetno poskušali izkoristiti gotsko vojsko za svoje namene. Emilijanova vloga branilca meje se je po porazu pri Abtitu spremenila, ker je potisnila njegovo vojsko na rob obupa. 
Emilijan je vojake spodbujal s spominjanjem na rimsko čast (Zosim) in obljubami po davku, ki ga bodo plačevali Goti (Zonara). Rimljani so presenetili Gote, jih večino pobili in nato vdrli na gotsko ozemlje. Dobili so bogat plen in osvobodili ujetnike. Vojaki so nato Emilijana proglasili za rimskega cesarja. Jordan trdi, da so Emilijanovi vojaki plenili pa rimskem in ne po gotskem ozemlju.
Emilijan je z majhno vojsko zapustil Mezijo in hitro prodiral proti Rimu, da bi se s Trebojinanom Galom  spopadel še preden bi slednji dobil okrepitve.  Trebonijan in Voluzijan sta ga preko rimskega senata razglasila za "državnega sovražnika" in spodbudila Rim, da se spopade s sovražnikom. Njuna strategija kaže, da je bila Emilijanova vojska manjša od rimske in da so Rimljani  pričakovali okrepitve.  Vojski sta se spopadli pri Interamni Nahars pri sedanjem Terniju na začetku vzhodneka kraka Vie Flaminie. Emilijan je v bitki zmagal. Trebonijan in Voluzijan sta z nekaj pristaši pobegnila proti severu in verjetno čakala na okrepitve. Avgusta 253 so ju v Forum Flaminii (sedanji San Giovanni Profiamma) na zahodnem kraku Viae Flaminiae ubili njuni osebni stražarji, ki so za izdajo pričakovali nagrado.
Emilijan je nadaljeval pohod proti Rimu, medtem pa se je senat po krajšem prerekanju odločil, da ga prizna za rimskega cesarja. Po podatkih v nekaterih virih je Emilijan po priznanju senatu pisal, da se bo v Trakiji in proti Perziji boril za svoje cesarstvo. Od senata je dobil naslove Pius (pobožen), Felix (srečen) in Pater Patriae (oče domovine) in tribunicia potestas (tribunsko oblast). Povišan je bil v velikega pontifika (pontifex maximus), ne pa tudi v konzula, verjetno zaradi njegovega nizkega porekla.
Emilijanovi kovanci kažejo, da je bil morda le povišan v konzula. Na kovancih so  poudarjene predvsem njegove vojaške sposobnosti: bil je edini, ki je uspel poraziti Gote in bil zato pravi mož za obuditev moči Rimskega cesarstva.

## Padec
Valerijan, guverner pokrajin ob Renu, je bil v tem času s svojo vojsko na pohodu proti jugu, ker ga je, po Zosimu, na pomoč poklical Trebonijan Gal. Sodobni zgodovinarji so prepričani, da je bila ta vojska na pohodu proti vzhodu in se je proti Italiji obrnila šele po Trebonijanovi smrti, da bi podprla Valerijanova prizadevanja za vzpon na oblast. Emilijanovi vojaki so se bali državljanske vojne in premočne Valerijenove vojske in so se uprli. Emilijana so v Spoletiju ali pri mostu Sanguinarium ubili in Valerijana priznali za novega cesarja. Samo Avrelij Viktor poroča, da je Emilijan umrl zaradi bolezni. Po njegovi smrti, ki se je zgodila  med koncem julija in sredino septembra 253, je bil Emilijan obsojen na izbris iz spomina (damnatio memoriae).
Po  Emilijanovi smrti in pred Valerijanovim prihodom je na oblast morda poskušal priti Emilijanov častnik Silbanak, vendar so ga ubili.

## Zapuščina
Težavno vladavino cesarja Emilijana je morda najbolje opisal Evtropij, ki pravi:
Emilijan je bil iz izjemno nepomembne družine, še bolj nepomembna pa je bila njegova vladavina. Že v tretjem mesecu vladanja so ga ubili.

## Vira
- Banchich, Thomas. Marcus Aemilius Aemilianus (ca. July – ca. September, 253). De Imperatoribus Romanis.
- Potter, David S. The Roman Empire at Bay AD 180–395. Routledge, 2004. ISBN 0-415-10058-5.